# M4U
『M4U メガマソ 2012-2014 BEST ALBUM』は、日本のヴィジュアル系ロックバンドであるメガマソが2014年7月2日にリリースした通算8作目のアルバム（ベスト・アルバム）である。

## 解説
ベスト・アルバムとしては2008年にリリースした「mega-star's prayer presents『メガマソ人気音源集』」から実に6年振りのリリースとなった今作は、2014年6月30日をもってタイムリーレコードとの契約満了となったメガマソがタイムリーレコードから発売した最後のアルバムであり、メガマソがタイムリーレコードに在籍していた2012年から2014年にかけて発表した音源とミュージック・ビデオの中から厳選収録したものである。

## 収録曲
1. Deep Snow
  - 作詞・作曲：涼平
  - シングル『Deep Snow / 深雪』より。
2. 望ミガ窪
  - 作詞・作曲：涼平
  - アルバム『動かなくなるまで、好きでいて。』より。
3. 旧約偽典咆哮破片
  - 作詞・作曲：涼平
  - シングル『泣き声で気づいた。』（通常A「さがしもとめて」盤）より。
4. WINTER HOLLOW
  - 作詞・作曲：涼平
  - シングル『WINTER HOLLOW』より。
5. 動かなくなるまで、好きでいて。
  - 作詞・作曲：涼平
  - アルバム『動かなくなるまで、好きでいて。』より。
6. 泣き声で気づいた。
  - 作詞・作曲：涼平
  - シングル『泣き声で気づいた。』より。
7. 深雪
  - 作詞・作曲：涼平
  - シングル『Deep Snow / 深雪』より。
8. ベゾアルステーン
  - 作詞・作曲：涼平
  - シングル『ベゾアルステーン』より。
9. fish tank
  - 作詞・作曲：涼平
  - アルバム『動かなくなるまで、好きでいて。』より。
10. ﾌﾞﾗｲﾝﾄﾞｲﾉｾﾝｽ
  - 作詞・作曲：涼平
  - シングル『ﾌﾞﾗｲﾝﾄﾞｲﾉｾﾝｽ』より。
11. SWAN SONG
  - 作詞・作曲：涼平
  - シングル『SWAN SONG』より。
12. BonusTrack
  - メガマソが過去に発表した楽曲をオルゴールアレンジしたものが収録されている[2]。

- DVD

1. 「SWAN SONG」 (MusicVideo)
2. 「ベゾアルステーン」 (MusicVideo)
3. 「WINTER HOLLOW」 (MusicVideo)
4. 「望ミガ窪」 (MusicVideo)
5. 「泣き声で気づいた。」 (MusicVideo)
6. 「DeepSnow」 (MusicVideo)
7. 「深雪」 (MusicVideo)
8. 「ﾌﾞﾗｲﾝﾄﾞｲﾉｾﾝｽ」 (MusicVideo)
9. 「BonusTrack」
  - メンバーが過去のミュージック・ビデオを見ながらトークする1時間に及ぶ特典映像が収録されている。